# Hydrelia confluens
Hydrelia confluens là một loài bướm đêm trong họ Geometridae.